# Roose Bolton
Lord Roose Bolton és un personatge fictici de la saga literària Cançó de gel i de foc de l'escriptor George R. R. Martin. És Senyor de Fort del Terror, i el seu personatge és interpretat a la sèrie de televisió d'HBO Game of Thrones per Michael McElhatton.

## Biografia[calcitació]
Roose Bolton lluità a la Rebel·lió de Robert com abanderat de l'Eddard Stark. Es casà amb una dona de la Casa Ryswell, la qual morí poc abans dels esdeveniments de la saga. Amb ella tingué un fill, en Domeric, que morí en estranyes circumstàncies durant aquells anys, tot i que en Roose sospita que el seu fill bastard, Ramsay Neu, estava rere la mort del seu fill. En veure's sense hereters, Lord Bolton s'emportà en Ramsay a Fort del Terror i començà a instruir-lo perquè eventualment es convertís en successor seu.
A les seves visites a Hivèrnia, en Roose cridà l'atenció dels petits Stark per llur aspecte: cara blanquinosa, ulls pàl·lids i pell pastosa a causa que es realitzés tractaments amb sangoneres perquè no li sortissin arrugues a la pell, la qual cosa li donava una imatge tètrica.
En esclatar la Guerra dels Cinc Reis, Lord Bolton és posat al comandament d'un exèrcit la missió del qual és fer de distracció per a en Tywin Lannister. Els homes del nord d'en Roose són derrotats a la Batalla del Forcaverda, tot i que els homes pogueren aixecar el setge dels Lannister a Aigüesdolces. Al mateix temps, quan la Casa Frey decidí jurar lleialtat a en Robb Stark, Lord Bolton contragué matrimoni amb Walda Frey, la filla més grassa de Lord Walder Frey a causa que ell li oferí el pes de qualsevulla de les seves filles en or.
En Roose s'instal·là a Harrenhal, bastió que prengué amb l'ajut de la Companyia Audaç. Poc després es produí la derrota de l'Stannis Baratheon a la Batalla d'Aigüesnegres i la presa d'Hivèrnia per part d'en Theon Greyjoy, la qual cosa feu pensar a en Roose que els Stark tenien perduda la guerra. A partir d'aleshores començà a conspirar perquè els Stark perdessin la guerra, primer enviant un exèrcit a una derrota segura a la Batalla de la Vall Fosca i després fent que la rereguarda del seu exèrcit fos massacrada pels homes de Ser Gregor Clegane mentre travessaven el Trident.
Aliat amb Lord Tywin Lannister i Lord Walder Frey, en Roose deslliga els esdeveniments de les Noces Roges: la mort d'en Robb Stark, de la seva mare i de molts dels seus senyors del nord, a més de l'anihilació de gran part del seu exèrcit. En Roose personalment assassinà en Robb Stark apunyalant-lo al pit. Per aquesta traïció, el Tron de Ferro proclamà en Roose Bolton com Guardià del Nord i legitimà el seu fill Ramsay com fill hereter.
Amb la intenció de prendre el Nord de mans dels Homes de Ferro, Lord Roose part amb homes de la Casa Frey. Gràcies a en Ramsay, Fossat Cailin cau en mans dels Bolton i després organitza el matrimoni del mateix Ramsay amb l'Arya Stark, qui en realitat és la Jeyne Poole, amb la intenció de legitimar la condició de la Casa Bolton com a Guardians del Nord. Tanmateix, en Roose és conscient que el suport dels senyors del nord és inestable, molts d'ells li guarden rancor pels esdeveniments de les Noces Roges i d'altres cases com els Mormont o els Glover juren lleialtat a l'Stannis Baratheon, qui ha arribat al Nord i es dirigeix a prendre Hivèrnia.